# Verilaske
Verilaske är en ort i Estland. Den ligger i Viiratsi kommun och landskapet Viljandimaa, i den södra delen av landet, 130 km söder om huvudstaden Tallinn. Verilaske ligger 55 meter över havet och antalet invånare är 123.
Terrängen runt Verilaske är platt. Runt Verilaske är det glesbefolkat, med 17 invånare per kvadratkilometer. Närmaste större samhälle är Viljandi, 6,2 km väster om Verilaske. Omgivningarna runt Verilaske är en mosaik av jordbruksmark och naturlig växtlighet.